# 矢田滋
矢田 滋（やだ しげる、1980年11月5日 - ）は、日本の美術評論家。専門はアメリカ現代美術、日本の現代アート。

## 経歴
埼玉県春日部市生まれ。東京芸術大学大学院美術学部芸術学科卒業。卒業論文はアメリカ抽象表現主義。

## 論文
- 『芸術における遺伝子組み換え反対デモ』に関する覚書 2017.6.25
- 『終わりのある象徴主義と終わりのない象徴主義』（中心美術1 - 3号 泥沼出版）2016
- 『ディスプレイスメント的なモチーフ』 （切断芸術運動パンフレット 気体分子ギャラリー）2016